# Jens Peter Jacobsen
Jens Peter Jacobsen (n. 7 aprilie 1847 - d. 30 aprilie 1885) a fost un scriitor danez.
A fost inițiator al naturalismului în literatura daneză și precursor al decadentismului prin preocuparea pentru desăvârșirea formei artistice.

## Scrieri
- 1870: Cântecele lui Gurre ("Gurresange")
- 1872: Mogens
- 1875: Un foc în ceață ("Et skud i taagen")
- 1876: Doamna Marie Grubbe ("Fru Marie Grubbe")
- 1879: Două lumi ("To verdener")
- 1880: Niels Lyhne
- 1882: Doamna Fønss ("Fru Fønss").

1. 1 2  Lexikon der Goldmann-Taschenbücher[*], p. 170 Verificați valoarea |titlelink= (ajutor)
2. ↑  Autoritatea BnF, accesat în 10 octombrie 2015
3. ↑  CONOR.SI[*] Verificați valoarea |titlelink= (ajutor)